# アンドレヴァウド・デ・ジェズス・サントス
ヴァウド（Valdo）ことアンドレヴァウド・デ・ジェズス・サントス（Andrevaldo de Jesus Santos、1992年2月10日 - ）は、ブラジル・セルジペ州アラカジュ出身のプロサッカー選手。Jリーグ・V・ファーレン長崎所属。ポジションはディフェンダー。

## 来歴
地元クラブであるADコンフィアンサのユースチームでプレーをはじめ、2011年よりトップチームに昇格。
2012年8月28日、ボタフォゴ-PBに期限付き移籍。 
レンタル復帰後、2014年に州選手権優勝とセリエC昇格を達成した。また翌2015年は州選手権連覇を達成。
2016年5月、セリエBのセアラーSCに2年契約で加入。
2020年1月25日、清水エスパルスに完全移籍で加入することが発表された。2月16日、ルヴァンカップ第1節のアウェイ川崎フロンターレ戦で移籍後、公式戦デビューを飾った。
2023年より、V・ファーレン長崎へ完全移籍。

## 所属クラブ
- 2011年 - 2016年  ADコンフィアンサ
  - 2012年  ボタフォゴ-PB（期限付き移籍）
  - 2013年  アラリピーナFC（期限付き移籍）
- 2016年 - 2019年  セアラーSC
- 2020年 - 2022年  清水エスパルス
- 2023年 -  V・ファーレン長崎

## Jリーグでの個人成績
| 国内大会個人成績 | 国内大会個人成績 | 国内大会個人成績 | 国内大会個人成績 | 国内大会個人成績 | 国内大会個人成績 | 国内大会個人成績 | 国内大会個人成績 | 国内大会個人成績 | 国内大会個人成績 | 国内大会個人成績 | 国内大会個人成績 |
| 年度             | クラブ           | 背番号           | リーグ           | リーグ戦         | リーグ戦         | リーグ杯         | リーグ杯         | オープン杯       | オープン杯       | 期間通算         | 期間通算         |
| 年度             | クラブ           | 背番号           | リーグ           | 出場             | 得点             | 出場             | 得点             | 出場             | 得点             | 出場             | 得点             |
| 日本             | 日本             | 日本             | 日本             | リーグ戦         | リーグ戦         | リーグ杯         | リーグ杯         | 天皇杯           | 天皇杯           | 期間通算         | 期間通算         |
| ---------------- | ---------------- | ---------------- | ---------------- | ---------------- | ---------------- | ---------------- | ---------------- | ---------------- | ---------------- | ---------------- | ---------------- |
| 2020             | 清水             | 5                | J1               | 29               | 4                | 1                | 0                | -                | -                | 30               | 4                |
| 2021             | 清水             | 5                | J1               | 33               | 2                | 7                | 0                | 3                | 0                | 43               | 2                |
| 2022             | 清水             | 5                | J1               | 8                | 1                | 2                | 0                | 0                | 0                | 10               | 1                |
| 2023             | 長崎             | 4                | J2               |                  |                  | -                | -                |                  |                  |                  |                  |
| 通算             | 日本             | 日本             | J1               | 70               | 7                | 10               | 0                | 3                | 0                | 83               | 7                |
| 通算             | 日本             | 日本             | J2               |                  |                  | -                | -                |                  |                  |                  |                  |
| 総通算           | 総通算           | 総通算           | 総通算           | 70               | 7                | 10               | 0                | 3                | 0                | 83               | 7                |